# Максимов, Николай Васильевич (писатель)
Никола́й Васи́льевич Макси́мов (1843—1900) — русский журналист и прозаик. Брат известного этнографа, академика Сергея Максимова и хирурга Василия Максимова.

## Биография
Родился в 1848 году в посаде Парфентьеве Костромской губернии. Образование получил в Морском кадетском корпусе. В 1868—1869 годах гардемарином находился в практическом плавании на корвете «Аскольд». По окончании кадетского корпуса, некоторое время служил в Черноморском флоте, а затем вышел в отставку.
Ещё плавая на судах, Максимов начал печатать во «Всемирном путешественнике» свои интересные путевые наброски. Затем дебютировал под псевдонимом «Молва» в качестве ежедневного хроникера «Биржевых ведомостей», издаваемых В. А. Полетикой.
В 1876 году Максимов примкнул к числу добровольцев и, командуя батальоном, участвовал в сербско-турецкой войне; за храбрость был награждён орденом Такова. В период Русско-турецкой войны 1877—1878 годов Максимов находился в отряде М. Д. Скобелева, где также принимал участие в боевых действиях: был ранен под Плевной и за отличие награждён орденом святого Владимира 4-й степени с мечами. С театра войны он посылал многочисленные корреспонденции в газеты «Голос» и «Русское обозрение».
Дальнейшая жизнь Максимова была очень разнообразна: он служил конторщиком в лавке потребительского общества, помощником капитана на торговом судне на Чёрном море, целую зиму занимался ловлей трески у Мурманского берега и у берегов Норвегии, около шести лет провёл в Америке, перепробовав там несколько профессий, начиная с кондитера и кончая секретарём редакции газеты «Нью-Йорк Геральд». Последние годы жизни он занимал место заведующего землечерпательной машины на Волге.
Скончался 25 января 1900 года.